# لاست‌پرافیتس
لاست‌پرافیتس (به انگلیسی: Lostprophets) یک گروه راک ولزی است که در سال ۱۹۹۷ بنیان گذاشته‌شد. اعضای بنیان‌گذار گروه ایان واتکینز و مایک لویس بودند که پیش از آن هردو عضو گروه هارد راک پابلیک دیستربنس بودند.
در آن گروه، واتکینز نوازندهٔ درامز بود اما پس از تشکیل لاست‌پرافیتس وظیفهٔ خوانندگی را به‌عهده گرفت. واتکینز و لویس هردو به اسکا و هیپ هاپ نیز علاقه داشتند و آثاری که در لاست‌پرافیتس ارائه کردند تاثیرگرفته از علاقهٔ مشترک‌شان به پاپ و متال بود. گروه که در شروع فعالیت‌اش نام «لازت پرافتز» را بر خود داشت به «لاست‌پرافیتس» تغییر نام داد و با پیوستن لی گیز (گیتار)، استوارت ریچارسون (باس) و مایک چیپلین (درامز) به واتکینز و لویس، ترکیب‌اش کامل شد.
لاست‌پرافیتس از سال ۲۰۰۱ تا ۲۰۱۰، ۴ آلبوم استودیویی منتشر کرده‌اند. آلبوم Start Something لاست‌پرافیتس که در سال ۲۰۰۴ منتشر شد تبدیل به یک موفقیت بزرگ برای گروه شد. باوجود آن‌که نسخه‌ای از Start Something به‌صورت قاچاق در اینترنت پخش شده‌بود، در زمان انتشارش ۵اُمین آلبوم پُرفروش بریتانیا شد و در ایالات متحده تا ردهٔ ۳۳ بیلبورد ۲۰۰ صعود کرد.این گروه پس از بازداشت ایان واتکینز به دلیل جرایم جنسی منحل وسایر اعضا گروهی جدید به نام No Devotion تشکیل دادند.

## آلبوم‌های استودیویی
| نام آلبوم                     | سال انتشار |
| ----------------------------- | ---------- |
| ۱. The fake sound of progress | ۲۰۰۱       |
| ۲. Start Something            | ۲۰۰۴       |
| ۳. Liberation Transmission    | ۲۰۰۶       |
| ۴. The Betrayed               | ۲۰۱۰       |